# Otto von Bolschwing
Otto von Bolschwing (ur. 15 października 1909 w Schönbruch, zm. 7 marca 1982 w Carmichael) – Hauptsturmführer, zbrodniarz wojenny, jeden z wykonawców Holokaustu, mentor Adolfa Eichmanna, w okresie zimnej wojny agent wywiadu USA.

## Życiorys
Urodził się w Schönbruch (Szczurkowo), w Prusach Wschodnich, w rodzinie arystokratycznej. Po dojściu Adolfa Hitlera do władzy został członkiem SS. Był też członkiem NSDAP. W 1937 opracował siedemnastostronicową notatkę jak pozbyć się Żydów z Niemiec, zabraniając im wszelkiej działalności ekonomicznej i zmuszając do emigracji do krajów typu: Ekwador, Kolumbia, Wenezuela lub Palestyna. W 1937 lub 1938 uczestniczył w manipulowaniu dewizami, tak aby ich kurs był korzystny dla nazistów. Razem z Adolfem Eichmannem odegrał ważną rolę w urzeczywistnieniu ostatecznego rozwiązania kwestii żydowskiej. Odpowiedzialny jest za pogromy ludności żydowskiej w Bukareszcie w 1941.
Po zakończeniu wojny spalił swój mundur SS i twierdził, że należał do spisku antyhitlerowskiego.
W 1948 został przyjęty do Organizacji Gahlena, gdzie pełnił rolę amerykańskiego kreta. Po porwaniu w 23 maja 1960 Adolfa Eichmanna, w obawie, że spotka go podobny los żył w strachu, nie mogąc spać po nocach. Nie znając jego przeszłości usiłował uspokajać go przyjaciel, emerytowany pułkownik Ray Coggin. Zapewniając go przy tym, by nie bał się porwania z domu, bowiem jest obywatelem Stanów Zjednoczonych i nie jest Eichmannem. Po aresztowaniu Leopolda von Mildensteina Bolschwing popadł jednak w panikę. Mildenstein był osobą łączącą go z Eichmannem. Władze USA rozpoczęły śledztwo w sprawie jego przeszłości, do deportacji i procesu Bolschwinga jednak nie doszło, bowiem zmarł w Carmichael w Kalifornii.